# Vlagyiszlav Nyikolajevics Ragyimov
Vlagyiszlav Nyikolajevics Ragyimov (oroszul: Владислав Николаевич Радимов; Szentpétervár, 1975. november 26. –) orosz válogatott labdarúgó.
Az orosz válogatott tagjaként részt vett az 1996-os és a 2004-es Európa-bajnokságon.

## Sikerei, díjai
Real Zaragoza
- Spanyol kupa (1): 2000–01

Levszki Szofija
- Bolgár bajnok (1): 2000–01

Zenyit
- UEFA-kupa (1): 2007–08
- UEFA-szuperkupa (1): 2008
- Orosz bajnok (1): 2007
- Orosz szuperkupa (1): 2008